# Nino Jambrešić
Nino Jambrešić (* 14. Juni 2004) ist ein kroatischer Leichtathlet, der sich auf den Mittelstreckenlauf spezialisiert hat.

## Sportliche Laufbahn
Erste internationale Erfahrungen sammelte Nino Jambrešić im Jahr 2021, als er bei den U20-Balkan-Meisterschaften in Istanbul in 4:06,19 min den neunten Platz im 1500-Meter-Lauf belegte. Anschließend gelangte er bei den U18-Balkan-Meisterschaften in Kraljevo mit 9:03,09 min auf den siebten Platz über 3000 Meter. Im Dezember wurde er bei den Crosslauf-Europameisterschaften in Dublin nach 20:11 min 81. im U20-Rennen. Im Jahr darauf gewann er bei den U20-Balkan-Hallenmeisterschaften in Belgrad in 3:59,22 min die Bronzemedaille über 1500 Meter und im Juli gewann er bei den U20-Balkan-Meisterschaften in Denizli in 9:25,49 min die Silbermedaille im 3000-Meter-Lauf und belegte über 1500 Meter in 3:55,3 min den vierten Platz. Im Dezember lief er dann bei den Crosslauf-Europameisterschaften in Turin nach 19:54 min auf dem 83. Platz im U20-Rennen ein. 2023 belegte er bei den U23-Mittelmeer-Hallenmeisterschaften in Valencia in 3:57,72 min den fünften Platz über 1500 Meter und im Juni wurde er bei der 2. Liga der Team-Europameisterschaft im Zuge der Europaspiele in Chorzów in 3:49,75 min 14. Im August gelangte er bei den U20-Europameisterschaften in Jerusalem mit 4:02,09 min auf den fünften Platz über 1500 Meter. 2025 gewann er bei den Balkan-Hallenmeisterschaften in Belgrad in 1:48,73 min die Silbermedaille über 800 Meter hinter dem Türken Ömer Faruk Bozdağ. Ende Juni wurde er bei der 2. Liga der Team-Europameisterschaft in Maribor in 3:44,97 min Achter über 1500 Meter und anschließend kam er bei den U23-Europameisterschaften in Bergen im Vorlauf über 800 Meter nicht ins Ziel. Über 1500 Meter gelangte er mit 3:56,04 mina auf Rang elf. Kurz darauf belegte er bei den Balkan-Meisterschaften in Volos in 1:47,19 min den vierten Platz über 800 Meter und gewann über 1500 Meter in 3:42,65 min die Silbermedaille hinter dem Türken Salih Teksöz.
In den Jahren von 2023 bis 2025 wurde Jambrešić kroatischer Meister im 1500-Meter-Lauf sowie 2024 und 2025 auch in der Distanz-Staffel und 2025 über 4-mal 400 Meter. Zudem wurde er 2023 Hallenmeister über 1500 Meter sowie in der Distanzstaffel sowie 2025 über 4-mal-800-Meter und im 800-Meter-Lauf.

## Persönliche Bestleistung
- 800 Meter: 1:46,97 min, 3. September 2024 in Zagreb
  - 800 Meter (Halle): 1:47,93 min, 23. Februar 2025 in Zagreb
  - 1000 Meter (Halle): 2:21,82 min, 21. Januar 2025 in Zagreb
- 1500 Meter: 3:40,53 min, 14. Juni 2025 in Karlovac
  - 1500 Meter (Halle): 3:49,40 min, 18. Februar 2023 in Zagreb
- 3000 Meter: 8:41,88 min, 2. Oktober 2021 in Čakovec
  - 3000 Meter (Halle): 8:36,97 min, 22. Januar 2022 in Zagreb